# Погорелка (Палехский район)
Погоре́лка — деревня в Палехском районе Ивановской области. Относится к Майдаковскому сельскому поселению.

## География
Находится в северо-западной части района, в 11.5 км к северо-западу от Палеха (16 км по дорогам).

## Население
| 1859 | 1905 | 2010 |
| ---- | ---- | ---- |
| 118  | ↘114 | ↘0   |